# Antoine de Lhoyer
Antoine de Lhoyer (6. září 1768, Clermont-Ferrand, Francie – 15. března 1852, Paříž) byl francouzský hudební skladatel. Jeho tvorba je významná především pro oblast klasické kytary.

## Život
Své hudební vzdělávání začal v Paříži. Navzdory hudebnímu vzdělání krátce po propuknutí Velké francouzské revoluce nastoupil ke královské stráži ve Versailles. V roce 1791 však musel kvůli politické situaci emigrovat.
V roce 1800 se usadil v Hamburku, kde se opět začal věnovat hudbě. V Hamburku byla také vydána jeho první kompozice. Jednalo se skladbu IV Adagios pour la Guitare avec accompainmet d ́un Violon obligé. Protože Lhoyer opustil zemi jako voják bez povolení, nemohl se vrátit. Od roku 1796 žádal francouzskou vládu o udělení amnestie, ovšem neúspěšně. I přesto podnikal krátké výlety do vlasti.
Koncem roku 1802 odcestoval do ruského Petrohradu. Zde se živil především vyučováním kytary. Získal si také významné postavení u carského dvora. Skladby, které v Petrohradu zkomponoval, věnoval členům carské rodiny a jsou napsány pro pětistrunnou kytaru, která byla v té době v Rusku populární. V Rusku zůstal do roku 1812, kdy se začaly zhoršovat vztahy mezi Francií a Ruskem.
Po návratu do Paříže pokračoval v komponování. Skladby jsou psány pro šestistrunnou kytaru. Setkal se zde s kytaristou Ferdinando Carullim, který mu věnoval skladbu Trois Solos pour le Guitare composes et dedies à Monsieur L'Hoyer, op 76.
V roce 1814 (abdikace Napoleona) opět vstoupil do služeb královského vojska. V letech 1816–1820 působil jako primátor na ostrově Oléron. Po roce 1820 se usadil ve městě Niort a oženil se s Marií Antoinettou Leclercovou, s níž měl tři děti.
V roce 1826 byl ve městě Saint-Florent na Korsice Lhoyer jmenován královským náměstkem. Po revoluci v roce 1830 ztratil svou funkci důstojníka a získal jen malou penzi. Po roce 1836 odcestoval do Alžíru a od roku 1852 byl s rodinou zpět v Paříži, kde ale téhož roku zemřel.

## Dílo
- Grande Sonate pour la Guitare, op. 12 – publikováno ve vydavatelství Editions.
- Buissonnières, TuttiScore, Editions Minkoff, Boije collection (přístupné zdarma on-line).
- Six Romances pour la Guitare, op. 14 – dosud nepublikováno.
- Six Romances composée a arrangés pour la Guitare, op. 15 – dosud nepublikováno.
- Concerto pour Guitare et Cordes, op. 16 – publikováno ve vydavatelství Editions Orphée, Editions Buissonnières, TuttiScore.
- Trois Sonates pour la Guitare avec un Violon obligé, op. 17 – publikováno ve vydavatelství TuttiScore, Det Kongelige Bibliothek (přístupné zdarma on-line).
- Ouverture pour la Guitare et Violon, op. 18 (uváděno též s opusovým číslem 22) – publikováno ve vydavatelství TuttiScore.
- Six Romances nouvelles, op. 20 – dosud nepublikováno.
- Trois Sonates pour Guitare et Violon, op. 21 – publikováno ve vydavatelství TuttiScore.
- Douzes Valses, op. 23 – publikováno ve vydavatelství Chanterelle, Editions Buissonnières, TuttiScore.
- Douze Romances pour Voix et Guitare, op. 24 – publikováno ve vydavatelství Editions Buissonnières, TuttiScore.
- Caprice pour Guitare et Violon, op. 25 – publikováno ve vydavatelství TuttiScore.
- Six Exercices pour Guitare, op. 27 – publikováno ve vydavatelství Editions Buissonnières, TuttiScore, Editions Minkoff.
- Grand Duo Concertant pour Guitare et Violon, op. 28 – publikováno ve vydavatelství TuttiScore, Det Kongelige Bibliothek (přístupné zdarma on-line).
- Trio Concertant à trois Guitares, op. 29 – publikováno ve vydavatelství Editions Buissonnières, TuttiScore, Det Kongelige Bibliothek (přístupné zdarma on-line).
- Duo Concertant in A major, pour deux Guitares, op. 31 – publikováno ve vydavatelství Chanterelle, Editions Buissonnières, TuttiScore.
- Douzes Valses, op. 32 – publikováno ve vydavatelství Chanterelle, Editions Buissonnières.
- Fantasie Concertante pour deux Guitares, op. 33 – publikováno ve vydavatelství Chanterelle, Editions Buissonnières, TuttiScore.
- Duo Concertant in D minor, op. 34 – publikováno ve vydavatelství Chanterelle, Editions Buissonnières, Gendai Guitar, Det Kongelige Bibliothek (přístupné zdarma on-line).
- Six Duos Concertans pour Deux Guitares, op. 35 – publikováno ve vydavatelství Chanterelle, Editions Buissonnières.
- Six Sérénades Faciles pour Deux Guitares, op. 36 – publikováno ve vydavatelství Chanterelle, Editions Buissonnières.
- Six Duos Nocturnes pour duex Guitares, op. 37 – publikováno ve vydavatelství Chanterelle, Editions Buissonnières, TuttiScore, Boije collection (přístupné zdarma on-line).
- Trio pour Guitare, Violon et Alto, op. 38 – dosud nepublikováno.
- La Flute enchantée pour Violon, Alto et Guitare, op. 40 (transkripce vybraných částí Mozartovy Kouzelné flétny) – publikováno ve vydavatelství TuttiScore.
- Trio pour Flute, Alto et Guitare, op 41 – publikováno ve vydavatelství TuttiScore.
- Trio de Guitares, op. 42 – publikováno ve vydavatelství TuttiScore.
- Air ecossais pour Guitare seule, divertissement, op. 43 – publikováno ve vydavatelství TuttiScore, Editions Minkoff.
- Duo Concertatnt pour deux Guitares, op. 44 – publikováno ve vydavatelství TuttiScore.
- Grande duo pour Violon et Guitare, op. 45 – dosud nepublikováno.

## Skladby bez opusových čísel
- Air varié et dialogué pour quatre Guitares – publikováno ve vydavatelství Editions Orphée, TuttiScore.
- 6 exercices pour apprendre la Guitar à fond – dosud nepublikováno.
- Trois chansons russes de l'opera La nymph du Dnépr pour la Guitare – dosud nepublikováno.
- Variations on „God save the King“ et un air russe – publikováno ve vydavatelství TuttiScore.
- Fantaisie pour Guitare seule – publikováno ve vydavatelství TuttiScore.
- Sonate pour Guitare à sept cordes et Violon – dosud nepublikováno, podle Erika Stenstadvolda se jedná o transkripci Ouverture pour la Guitare et Violon, op. 18.
- Deux air varié pour Guitare solo – publikováno ve vydavatelství TuttiScore.
- Variations du Concertante de Loyer – publikováno ve vydavatelství Editions Orphée, jako součást Russian Collection Vol. IV. Jako autor je uveden Antoine de Lhoyer a Andrej Sychra.